# Porsche 542
La Porsche 542, chiamata anche Porsche Type 542 o Studebaker Z-87, è un prototipo prodotto nel 1953 dalla casa automobilistica tedesca Porsche in collaborazione con la casa statunitense Studebaker.

## Descrizione e storia
Lo sviluppo della 542 venne anticipato da un primo prototipo chiamato Porsche 530, che era una berlina a quattro posti derivata sia meccanicamente dalla contemporanea Porsche 356; la 530 però venne scartata. Al suo posto venne realizzato un nuovo prototipo avente un proposito diverso rispetto al boxer, ovvero un motore V6 da 3,0 litri con bancate a 120 gradi, un'architettura insolita per l'epoca. Furono sviluppate due versioni, una denominata 542L con motore raffreddato ad aria e una seconda chiamata 542W con motore raffreddato ad acqua. Dopo vari test e collaudi, fu scelto il motore raffreddato ad acqua in quanto venne giudicato prestazionalmente migliore perché erogava 105 cavalli ed era anche più leggero. La berlina inoltre montava sospensioni indipendenti sia anteriore che al posteriori, anch'essa una soluzione insolita per l'epoca. In previsione di una eventuale produzione in serie, l'autovettura e i motori in veste definitiva sarebbero state spedite dalla Porsche alla Studebaker tra il 1953 e l'inizio del 1954, ma in quel momento la Studebaker era in grosse difficoltà finanziarie e il progetto venne posticipato. Solo successivamente dopo la fusione con Packard nel 1956 il progetto venne recuperato, però il design venne giudicato datato e l'allora capo John DeLorean ritenne che non sarebbe piaciuto agli acquirenti statunitensi, perciò la vettura non venne mai prodotta in serie rimanendo allo stato prototipale.